# Карітас України
Карітас України (лат. Caritas, «Милосердна Любов») — національна мережа благодійних організацій, заснованих Українською греко-католицькою церквою, яка створює системні і сталі рішення, що допомагають людині вийти з кризи та жити з гідністю. Будучи тісно пов’язаною з міжнародною мережею Карітас Європи та Карітас Інтернаціоналіс, Карітас України залишається поряд з людьми в громадах, завдяки чому діє однаково професійно як на локальному, так і на глобальному рівнях. Надає допомогу людям в потребі, незалежно від їх віровизнання, національності або соціального статусу.
Місія Карітасу України: Розвиток традицій доброчинної діяльності для подолання бідності, нерівності та соціальної ізоляції шляхом надання гуманітарної допомоги, створення ефективної системи соціальних, медичних та освітніх послуг в Україні, сприяючи розвитку громад, базуючись на християнських морально-етичних цінностях.
Мета діяльності: Розробка та впровадження національних програм для забезпечення соціальної допомоги та підтримки найбільш потребуючого населення України незалежно від національної приналежності чи віросповідання.
Структура: Карітас України — комплексна мережа, яка об'єднує МБФ "Карітас України" з офісами в Києві та Львові та мережу місцевих організацій, розташованих в різних регіонах України.
Карітас України — член міжнародної конфедерації Caritas Internationalis та Карітасу Європа [Архівовано 10 вересня 2018 у Wayback Machine.].
На період з травня 2019 року по травень 2023 року Карітас України обраний членом Виконавчої Ради Карітасу Європи, а також членом представницької Ради Карітасу Інтернаціоналіс. Співробітники Карітасу входять до різних комітетів Карітасу Європи — це потужна мережа організацій Карітасу на європейському континенті. Наразі вона налічує 49 організацій, які діють у 46 європейських країнах.

## Історія
Перші регіональні організації Карітасу почали виникати в Україні з набуттям незалежності ще в 1992 році з ініціативи відроджених місцевих греко-католицьких громад, в основному, займаючись розподілом гуманітарної допомоги. Потреба в розширенні діяльності призвела до реєстрації благодійної організації — Карітас України (офіційна реєстрація — 11.01.1999 року).
Завдяки своїй багатосторонній діяльності Карітас України щороку охоплює своєю допомогою сотні тисяч людей — надає їм гуманітарну та соціальну допомогу, психологічну, емоційну та духовну підтримку та дає надію на краще майбутнє, відчуття подяки і приналежності до соціуму. З квітня 2014 року Карітас України надає гуманітарну допомогу постраждалим від воєнних дій в Україні, охопивши різноманітними програмами понад 500 тисяч потребуючих — переселенців та жителів буферної зони.
Карітас України неодноразово був переможцем національного конкурсу: «Благодійник року»  [Архівовано 15 листопада 2009 у Wayback Machine.].
23 січня 2019 року «Карітас України» отримав «Почесну відзнаку імені Богдана і Варвари Ханенків».

## Мережа Карітасу України сьогодні це
- Понад 50 активних організацій по всій Україні.
- Понад 2000 співробітників та волонтерів.

- Комплексний та системний підхід до вирішення соціальних питань: ми не концентруємось на одній чи двох суспільних проблемах, а беремо до уваги їх сукупність, послідовність і потенційні наслідки.
- Висока кваліфікація працівників, постійний професійний розвиток завдяки участі у власних та партнерських тренінгах, семінарах, конференціях; стажування в Україні.
- Наукові підходи до роботи, власні дослідження проблем медицини, міграції, безробіття, безпритульності, сирітства, вуличного способу життя дітей та молоді, інтеграції людей з особливими потребами тощо.
- Багаторічне партнерство як з українськими, так і міжнародними благодійними фондами та громадськими організаціями, державними структурами, робота за державними стандартами надання соціальних послуг.

## Основні напрямки діяльності Карітасу України

### Домашня опіка
Програма домашньої опіки — єдина в Україні програма якісної комплексної допомоги вдома для самотніх та людей у складних життєвих обставинах і найдавніша соціальна програма Карітасу, яка безперервно впроваджується з 1998 року в різних регіонах України. На сьогодні програма працює у 12 містах України.
Цілі, які досягає програма:
- Потребуючі з числа соціально незахищених верств населення отримують фаховий медичний догляд, турботу та спілкування, а також змогу залишатись у рідних стінах і не змінювати свою домівку на госпіталь чи геріатричний пансіонат.
- Члени родин потребуючих отримують необхідні навички догляду за хронічно хворими та паліативними пацієнтами, а також можливість випозичання медично-реабілітаційного обладнання.

Цільові групи:
- люди з інвалідністю;
- паліативні хворі;
- люди, що живуть із ВІЛ;
- самотні люди похилого віку, які потребують сторонньої допомоги;
- особи, які внаслідок прогресування хвороби чи отриманої травми потребують постійної або тимчасової сторонньої допомоги;
- родини та опікуни, які потребують знань про основи догляду за хворими.

Послуги програми:
- Гігієнічні та парамедичні процедури.
- Ведення домашнього господарства.
- Організація дозвілля.
- Вирішення юридичних та соціальних питань.
- Консультування профільними спеціалістами (при потребі).
- Духовна підтримка (при потребі).

### Робота з дітьми та молоддю
Цілі, на які спрямована діяльність:

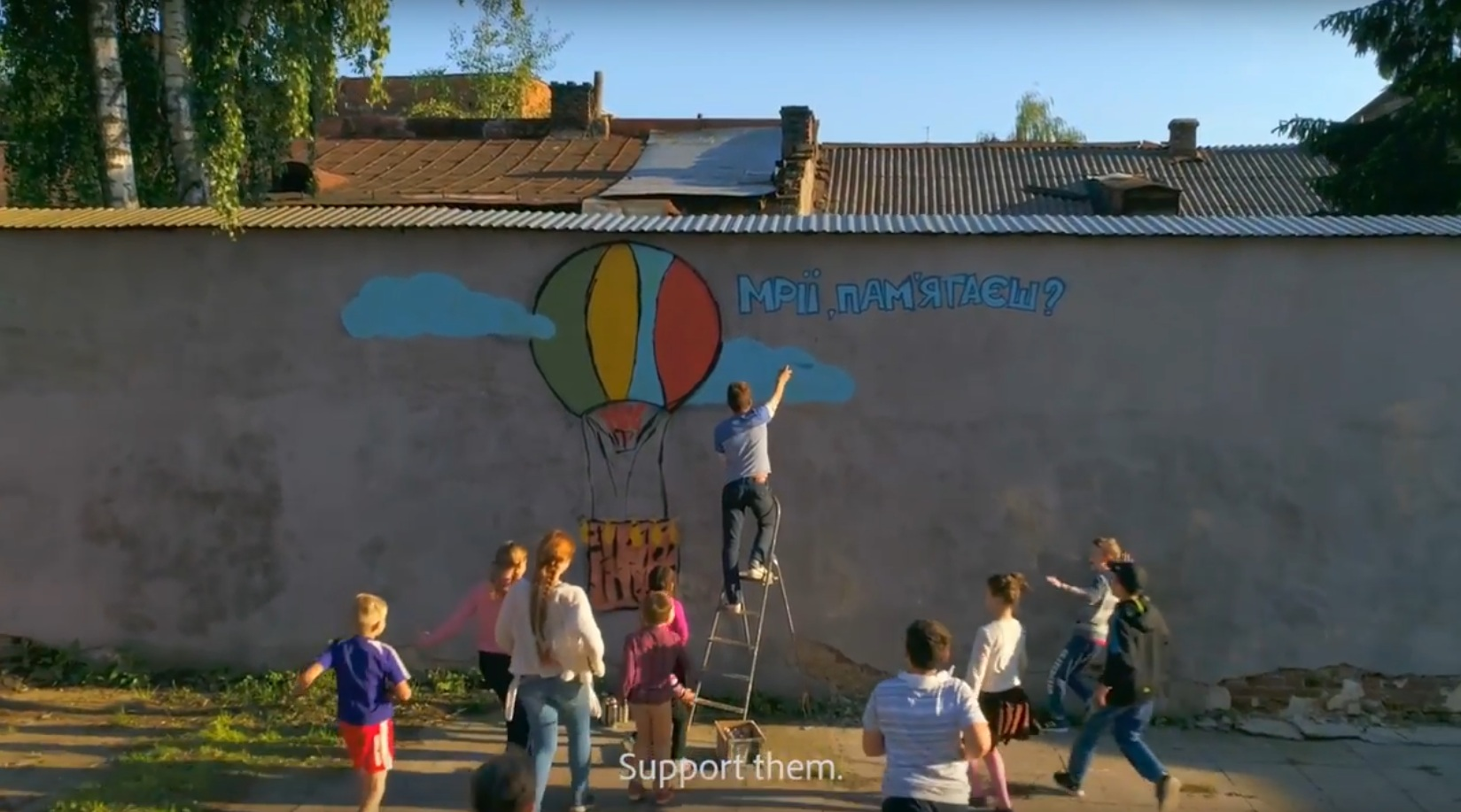
Ролик на підтримку дітей у кризових обставинах

- Сприяння соціальній та психологічній реабілітації дітей з кризових та малозабезпечених родин.
- Допомога у підготовці до дорослого життя, підтримка внутрішнього потенціалу і розвиток творчих здібностей дітей та підлітків.
- Надання цільової допомоги дітям та підліткам з огляду на їхні актуальні потреби і запити.
- Профілактика соціального сирітства.

Цільові групи:      
- Діти та підлітки з малозабезпечених та кризових родин.
- Діти та підлітки з родин переселенців.
- Діти-сироти.
- Підлітки, які практикують ризиковану поведінку.
- Батьки та опікуни, члени родин.

Послуги та діяльність:
- Розвиток навичок і особистісний розвиток підлітків (вивчення іноземної мови, творчі майстерні, класи з розвитку комп'ютерної грамотності).
- Профорієнтація, спрямована на підготовку підлітків до свідомого вибору майбутньої професії, визначення своєї ролі в суспільстві.
- Заходи з підготовки до самостійного життя (практичні заняття з вироблення навичок фінансової грамотності, кулінарні майстер-класи, тренінги тощо).
- Консультації та індивідуальні заняття для дітей.
- Організація дозвілля, культурно-відпочинкові заходи, спортивні заняття та змагання.
- Робота з батьками (індивідуальне та групове консультування, профілактичні тренінги, групи взаємодопомоги).

### Допомога людям з інвалідністю
Цілі, на які спрямована діяльність:
- Покращення рівня життя молоді з інвалідністю через діяльність соціальних центрів.
- Надання психосоціальної підтримки та допомоги у подоланні соціальної ізоляції і адаптації в житті, в громадах.
- Розвиток творчої та освітньої самоактуалізації підопічних для отримання нових життєво необхідних навичок та соціальної інтеграції.
- Мобілізація громад та підтримка ініціативних груп батьків.

Цільові групи:
- Молодь та діти з інвалідністю із соціально незахищених родин.
- Діти-переселенці з інвалідністю.
- Особи з інтелектуальною недостатністю.
- Члени родин осіб з особливими потребами.

Послуги та діяльність:
- Заняття для формування соціальних, побутових та комунікативних навичок.
- Арт-терапія та розвиток творчих навичок.
- Проведення рекреаційних заходів: навчально-відпочинкові табори, екскурсії, активний відпочинок.
- Інформаційні та навчальні заходи для батьків та опікунів підопічних.
- Заходи, присвячені приверненню уваги суспільства до проблеми людей з особливими потребами — круглі столи, обговорення та конференції.

### Протидія торгівлі людьми та соціальні програми з міграції
Цільові групи:
- Трудові мігранти, які повертаються в Україну.
- Особи, які постраждали від різних форм торгівлі людьми (трудової, сексуальної експлуатації тощо).
- Особи, які належать до груп підвищеного ризику стати жертвам торгівлі людьми.

Основні напрямки діяльності:
Протидія торгівлі людьми та сприяння соціальній та професійній інтеграції осіб, які постраждали від торгівлі людьми:
- Діяльність п'яти консультативних центрів у Львівській, Івано-Франківській, Київській, Одеській та Харківській областях.
- Виявлення постраждалих від торгівлі людьми та надання їм багатопланової допомоги.
- Інформаційна та освітня робота щодо підвищення рівня обізнаності серед груп найвищого ризику.
- Мобільні превентивні групи у віддалених регіонах.

Поліпшення самозабезпеченості та життєзабезпечення біженців, які в даний час проживають на території України:
- Навчальні заходи (курси з мови, комп'ютерної грамотності, життєвих навичок, тренінги з професійної перепідготовки та персональні консультації з пошуку роботи тощо).
- Бізнес-навчання (курси з формування бізнес-навичок).
- Гранти для підприємницької діяльності та професійного навчання.

Реінтеграційна допомога українським мігрантам, які добровільно повернулися після перебування у країнах ЄС:
- Соціальна підтримка та юридичні консультації.
- Консультації щодо відкриття та ведення власної справи.
- Матеріальна допомога у вигляді обладнання, необхідного для започаткування власної справи та покращення житлово-побутових умов.
- Тимчасова оренда житла.
- Допомога у лікуванні та відновленні здоров'я.

### Гуманітарні програми Карітасу України
Цільова група – соціально незахищені особи, які зазнали на собі впливу травмуючих подій, незалежно від віку, статі, національності, релігійних чи політичних переконань:
- переселенці з території Донецької та Луганської областей та Криму.
- жителі «сірої», буферної зони вздовж лінії зіткнення.

Основні напрямки діяльності:
Задоволення базових потреб:
- підготовка до зими;
- дистрибуція продуктових наборів, гігієнічних засобів та медикаментів;
- багатофункціональні готівкові гранти;
- ремонтні та відновлювальні роботи;
- психосоціальний та інформаційний супровід.

Доступ до засобів існування та ринку праці:
- працевлаштування  (програми професійного навчання, гранти на створення робочих місць);
- індивідуальні гранти на перепідготовку;
- бізнес гранти на створення або відновлення власної справи;
- відновлення джерел існування осіб, які проживають у сільській місцевості шляхом розвитку приватного сільського господарства.

Інтеграція та миробудування:
- пошук порозуміння між представниками різних груп (форум-театри, живі бібліотеки, тематичних діалоги);
- поглиблення соціальних зв'язків (арт-майстерні, спільні акції, тематичні табори для дітей, підлітків та сімей);
- зміцнення місцевого потенціалу з трансформації конфліктів (тренінги з стресостійкості, форуми, конференції і круглі столи).
- центри підтримки сім'ї (соціальна інтеграція родин ВПО і місцевого населення  та підвищення рівня соціальної інтеграції шляхом створення спільної платформи для спілкування.

Комлексні програми:
- багатофункціональні соціальні центри з питань подолання кризи та самодопомоги для осіб та громад, які постраждали внаслідок конфлікту

### Благодійні акції Карітасу України
Карітас проводить регулярні щорічні благодійні акції, а також такі, які присвячені конкретним подіям чи заходам.
Мета благодійних акцій Карітасу України — допомогти потребуючим, привернути увагу суспільства та громадян до проблем окремих груп населення, розвивати і культивувати в Україні традиції благодійності, милосердя, готовності прийти на допомогу ближньому.

#### «Різдвяна свічка»[Архівовано14 серпня 2019 уWayback Machine.]
Мета: зібрати кошти для потреб потребуючих дітей шляхом розповсюдження різдвяних свічок. Кошти, зібрані під час акції використовуються для організації літнього відпочинку юних підопічних Карітасу та інші благодійні цілі. Всі свічки декоруються руками молоді з інвалідністю — підопічних Карітасу.

#### «Великодній кошик»
Мета: за допомогою небайдужих людей зібрати продукти для великодніх кошиків потребуючих, поділитись радістю Великодня з підопічними Карітасу по всій Україні.

#### «Шкільний портфелик»[Архівовано14 серпня 2019 уWayback Machine.]
Мета: зібрати шкільне приладдя та кошти на його закупівлю, аби подарувати дітям з малозабезпечених, багатодітних та кризових сімей наповнені шкільні портфелики до 1 вересня.
Фінансування програм Карітасу України здійснюється за кошти міжнародних донорів та приватні пожертви.

## Місцеві організації мережі Карітасу України

### Карітас Самбірсько-Дрогобицької єпархії УГКЦ
Благодійний Фонд «Карітас Самбірсько-Дрогобицької Єпархії УГКЦ» засновано 21 грудня 1994 року в місті Трускавці. Його співзасновниками виступили Міжнародний благодійний фонд "Карітас України" та Самбірсько-Дрогобицька Єпархія УГКЦ. Першим директором призначено отця Михайла Олексяка, який очолював організацію аж до смерті в 2002 році.
За період з 1994 по 2002 рік «Карітас Самбірсько-Дрогобицької Єпархії УГКЦ» розбудовує власну мережу, створивши на території Самбірсько-Дрогобицької Єпархії УГКЦ у містах Бориславі та Старому Самборі парафіяльні Карітаси. Організація надає допомогу біженцям з Чечні, створює благодійну їдальню для малозабезпечених. В місті Борислав розпочато проект «Домашня опіка». У вересні 2002 року пройшла перереєстрація Фонду «Карітас Самбірсько-Дрогобицької Єпархії УГКЦ».
З 1 жовтня 2002 року директором «Карітас Самбірсько-Дрогобицької Єпархії УГКЦ», в зв'язку з смертю попереднього керівника, призначено отця Ігоря Козанкевича. Взимку 2002 року офіс організації перенесено до міста Дрогобича. У 2002 році розпочато надавання допомоги алко- та нарко-залежним.
За період з 2002 по 2012 рік «Карітас Самбірсько-Дрогобицької Єпархії УГКЦ» продовжує розбудовувати власну мережу, створивши за цей час ще 5 парафіяльних Карітасів у населених пунктах Волоща, Дрогобич, Мостиська, Сколе та Самбір. З вересня 2003 року волонтери розпочали свою діяльність в новоствореному Центрі волонтаріату. У лютому 2004 року «Карітас Самбірсько-Дрогобицької Єпархії УГКЦ» розпочав роботу по протидії торгівлі людьми. У квітні 2004 року з метою покращення надання допомоги алко- та нарко-залежним утворено Реабілітаційний Центр «Назарет». У 2005 році для допомоги дітям з неблагополучних сімей утворено Дитячий Соціальний Центр. З 2006 року «Карітас» розпочав надавати допомогу в'язням дрогобицької виправної колонії № 40. У лютому 2008 року запрацював Центр Дозвілля «Дивовижні долоні», в якому проводять заняття для молоді з вадами розумового розвитку. Навесні 2009 року започатковано спільноту взаємодопомоги «Наша хата», метою діяльності котрої є надання допомоги безпритульним.
У 2010 році рішенням № 6 сорок восьмої сесії Синоду Єпископів УГКЦ Реабілітаційний Центр «Назарет» набуває статусу Загальноцерковного.
З квітня 2010 року для дітей трудових мігрантів відкрито Центр соціальної та психологічної підтримки «Разом — сильніші». У вересні 2010 започатковано Клуб «Жива історія» для людей похилого віку. З липня 2011 року почав працювати Центр «Допоможи іншому — стань приятелем». У жовтні 2011 року відкрито «Школу Сімейного Консультанта».
1 вересня 2012 року Дрогобич відвідав посол з Ватикану Апостольський Нунцій Архієпископ Томас Едвард Ґалліксон (англ. Thomas Edvard Gullicson). Уродженець штату Південна Дакота Сполучених Штатів Америки був призначений Апостольським Нунцієм в Україні Папою Римським, Святійшим Отцем Бенедиктом XVI, 21 травня 2011 року. Його Високопреосвященство є найвищим дипломатичним представником Святого Престолу й це його перший візит в місто, під час якого Томас Едвард Ґалліксон відвідав Катедральний собор Пресвятої Трійці, де на його честь відбулася відправа урочистої Божественної Літургії, та благодійний фонд Самбірсько-Дрогобицької Єпархії УГКЦ «Карітас».